# Secretario de Asuntos Exteriores y Políticos de San Marino
El Secretario de Estado para Asuntos Exteriores y Políticos (en italiano: Segretario di Stato per gli Affari Esteri e Politici) es el ministro de asuntos exteriores de San Marino.
Junto con el Secretario de Interior y el Secretario de Finanzas, este funcionario es uno de los tres miembros del Congreso de Estado ejecutivo nombrados directamente por el Gran Consejo General, el parlamento de la república.  Debido a la ausencia del cargo de Primer Ministro en la estructura constitucional de San Marino, el Secretario de Asuntos Exteriores es considerado tradicionalmente como el jefe del gobierno sammarinés.
Entre el 27 de diciembre de 2016 y el 7 de enero de 2020, el Secretario de Asuntos Exteriores fue Nicola Renzi, de la coalición de izquierda Adesso.sm. Desde el 7 de enero de 2020, el Secretario de Asuntos Exteriores ha sido Luca Beccari, del Partido Demócrata Cristiano Sammarinés.

## Lista de Secretarios de Estado de Asuntos Exteriores y Políticos
Los siguientes han sido Secretarios de Estado de Asuntos Exteriores y Políticos de San Marino:
- Domenico Fattori, 1860–1908
- Menetto Bonelli, 1908–1918
- Giuliano Gozi, 1918–1943
- Gustavo Babboni, 1943–1945
- Gino Giacomini, 1945–1957
- Federico Bigi, 1957–1972
- Giancarlo Ghironzi, 1972–1973 y 1976–1978
- Gian Luigi  Berti, 1973–1976
- Giordano Bruno Reffi, 1978–1986
- Gabriele Gatti, 1986–2002
- Romeo Morri, mayo–junio de 2002
- Augusto Casali, junio–diciembre de 2002
- Fiorenzo Stolfi, y 2006–2008
- Fabio Berardi, 2003–2006
- Antonella Mularoni, 2008–2012
- Pasquale Valentini, 2012–2016
- Nicola Renzi, 2016–2020
- Luca Beccari,  2020-presente